# Jamkóweczka blaszkowoząbkowa
Jamkóweczka blaszkowoząbkowa (Antrodiella foliaceodentata (Nikol.) Gilb. & Ryvarden) – gatunek grzybów należący do rodziny ząbkowcowatych (Steccherinaceae).

## Systematyka i nazewnictwo
Pozycja w klasyfikacji według Index Fungorum: Antrodiella, Steccherinaceae, Polyporales, Incertae sedis, Agaricomycetes, Agaricomycotina, Basidiomycota, Fungi.
Po raz pierwszy opisał go w 1949 r. nieznany autor o nazwisku Nikol, nadając mu nazwę Irpex foliaceodentatus. W 1993 r. Robert Lee Gilbertson i Leif Ryvarden przenieśli go do rodzaju Antrodiella. Pozostałe synonimy:
- Coriolus foliaceodentatus (Nikol.) Domański 1970
- Trametes foliaceodentata (Nikol.) Domański 1973

Polską nazwę zaproponował Władysław Wojewoda w 1998 r.

## Morfologia
Owocnik
Poliporoidalny, jednoroczny, kapeluszowaty, siedzący lub wachlarzowaty ze zwężającym się trzonem. Owocniki występują w skupiskach, pojedyncze kapelusze mają długość i szerokość do 5 cm i grubość u nasady 5 mm. Górna powierzchnia najpierw gładka, ale wkrótce promieniście pomarszczona do bruzdowanej, często lekko włókienkowata, biała do kremowejlub jasnosłomkowej. Brzeg falisty i często poszarpany, ostry, u suchych okazów wygięty. Hymenofor początkowo labiryntowo-poroidalny, potem irpikoidalny do ząbkowanego ze spłaszczonymi i poszarpanymi zębami, zwykle promieniowo wydłużony. Zęby o długości do 5 mm w młodych obszarach poroidalnych, 2-3 pory na mm. Trama gęsta, biała do kremowej. Kontekst tej samej barwy, o grubości 1–2 mm.
Cechy mikroskopowe
System strzępkowy trimityczny. Strzępki generatywne o średnicy 2–3 µm, cienkościenne do nieco grubościennych, ze sprzążkami. Strzępki szkieletowe o średnicy 3–5 µm, liczne, proste do krętych. zwykle nierozgałęzione, ale sporadycznie dychotomicznie rozgałęzione, grubościenne do litych. W dolnej części kontekstu występuje kilka krętych strzępek łącznikowych. Cystyd brak. Podstawki 10–17 × 4–5 µm, maczugowate, z 4 sterygmami i sprzążkami bazalnymi. Bazydiospory 3–4 × 1–1,5 µm, cylindryczne do alantoidalnych, szkliste, cienkościenne, nieamyloidalne.

## Występowanie i siedlisko
Jamkóweczka blaszkowatoząbkowa znana jest jedynie z Puszczy Białowieskiej w Polsce i dwóch rezerwatów leśnych na Kaukazie. W Polsce w 2003 r. W. Wojewoda przytoczył 4 stanowiska w Puszczy Białowieskiej, w późniejszych latach podano następne.
Nadrzewny grzyb saprotroficzny. Występuje na drzewach liściastych powodując białą zgniliznę drewna.